# Инфотейнмент
Инфотейнмент (англ. infotainment от англ. information — информация и англ. entertainment — развлечение) — это способ подачи теле- или радиовещательного материала, который нацелен как на развлечение, так и на информирование аудитории. В передачах, содержание которых характеризуется как инфотейнмент, информация имеет развлекательный характер за счёт подбора материала или способа его оформления. Инфотейнмент проникает в различные медийные жанры (ток-шоу, выпуски теленовостей и отдельные репортажи), и его основной отличительной чертой является апелляция к эмоциям зрителей.

## История возникновения
Зарождение инфотейнмента началось в 1980-е годы в США и связано с падением рейтингов информационных программ, которое вынудило журналистов изменять формат телевизионных новостей. Основные изменения включали в себя:
- информационное наполнение новостных программ, снижение доли информации, посвящённой политике, и более широкое освещение культурных и социальных тем;
- выделение в репортажах деталей, интересных зрителям, перенос внимания аудитории с событий на отдельные личности.

Первой популярной информационно-развлекательной программой считается еженедельная передача «60 минут» (CBS), где ведущие стали высказывать собственное отношение к обсуждаемым событиям. Журналисты начали появляться в кадре наравне с героями репортажей. Затем подобные программы появились на телеканалах ABC («20/20») и CBS («48 hours»). Телеканал Fox News положил принципы инфотейнмента в основу общей концепции своего вещания.

## Критика
Как и прочие отрасли шоу-бизнеса, инфотейнмент подвергается критике в многочисленных изданиях и публикациях. По мнению американского философа Нила Постмана, развлечение является не просто одной из функций телепередач, но свойственной чертой всего телевидения, поскольку в нём используется множество средств для манипуляции восприятием зрителя в целях привлечения его внимания. Он критикует медиарынок, считая, что те программы, которые действительно ставят своей основной задачей не развлечение, а информирование, не пользуются большой популярностью и поэтому редки.
В некоторых исследованиях усиление развлекательного компонента в телепередачах сравнивается с таблоидизацией печатных изданий. Это явление объясняется усталостью массовой аудитории от напора информации в условиях изобилия доступных источников и, как следствие, её стремлением потреблять более простую и легче усваиваемую информацию.
В критических публикациях также отмечается, что формат ток-шоу, активно используемый в сфере инфотейнмента, создаёт иллюзию свободной дискуссии, в то время как в действительности эти обсуждения либо являются постановочными, либо испытывают сильное воздействие со стороны ведущего телепередачи, который активно вмешивается в дискуссию и навязывает зрителю своё мнение, пользуясь своим влиянием на аудиторию и рядом психологических приёмов. При этом, информация подаётся зрителю в максимально упрощённом виде, зачастую с использованием градации «чёрное-белое», что формирует у аудитории односторонний взгляд на политические, социальные и международные проблемы.